# 2023年アメリカ合衆国選挙
2023年のアメリカ合衆国の選挙（2023ねんのアメリカがっしゅうこくのせんきょ）は、その多くが2023年11月7日火曜日に実施予定である。大統領選挙と中間選挙の間の年に当たる、いわゆるオフイヤー選挙の年である今回はいくつかの州における知事と州議会選挙のほか、住民投票や市町村長選挙を含む様々な地方選挙が実施される。またアメリカ合衆国議会の補欠選挙も実施される。

## 連邦議会選挙

### 下院議員選挙
2023年の第118議会では欠員補充のために少なくとも3度の補欠選挙が実施される。
- バージニア州第4選挙区（英語版）: 2022年11月28日に大腸癌で亡くなった民主党のドナルド・マキーチン（英語版）の後任として民主党のジェニファー・マクレラン（英語版）が共和党のレオン・ベンジャミンを破って当選した[1]。この地区の投票動向指数はD+16である[2]。
- ロードアイランド州第1選挙区（英語版）: ロードアイランド財団の会長兼CEOに就任するために2023年5月31日に辞職[3]した民主党のデヴィッド・シシリーニ（英語版）の後任として、民主党のゲイブ・アモ（英語版）が共和党のゲーリー・レオナルドを破って当選した。この地区の投票動向指数はD+14である[2]。
- ユタ州第2選挙区（英語版）: 妻の健康問題のために2023年9月15日に辞職[4]した共和党のクリス・ステュワート（英語版）の後任として、共和党のセレスト・マロイ（英語版）が民主党のカスリーン・リービー（英語版）を破って当選した。この地区の投票動向指数はR+11である[2]。

## 州選挙

### 州知事選挙
2023年は以下3州で知事選挙が実施される:
- ケンタッキー州（英語版）: 1期目を終える民主党のアンディ・ベシアが再選を目指して出馬する[5]。
- ルイジアナ州（英語版）: 2期目を終える民主党のジョン・ベル・エドワーズ（英語版）は多選制限（英語版）に該当するために出馬資格が無い[6]。
- ミシシッピ州（英語版）: 1期目を終える共和党のテイト・リーヴス（英語版）が再選を目指して出馬する[7]。

### 州司法長官選挙
2023年は以下3州で司法長官選挙が実施される:
- ケンタッキー州（英語版）: 1期目を終えるダニエル・キャメロン（英語版）が州知事選挙出馬のため退任する[8]。
- ルイジアナ州（英語版）: 2期目を終える共和党のジェフリー・ランドリー（英語版）が州知事選挙出馬のため退任する[9]。
- ミシシッピ州（英語版）: 1期目を終える共和党のリン・フィッチ（英語版）が再選を目指して出馬する[10]

### 州務長官選挙
2023年は以下3州で州務長官選挙が実施される:
- ケンタッキー州（英語版）: 1期目を終える共和党のマイケル・アダムズ（英語版）が再選を目指して出馬する[11]。
- ルイジアナ州（英語版）: 2期目を終える共和党のカイル・アードイン（英語版）が退任する[12]。
- ミシシッピ州（英語版）: 1期目を終える共和党のマイケル・ワトソン（英語版）が再選を目指して出馬する[13]。

### 州財務官選挙
2023年は以下3州で州財務官選挙が実施される:
- ケンタッキー州（英語版）: 2期目を終える共和党のアリソン・ボール（英語版）は多選制限のために出馬資格が無い。彼女は州監査役に立候補している[14]。
- ルイジアナ州（英語版）: 2期目を終える共和党のジョン・シュローダー（英語版）は知事選挙出馬のため退任する[15][16]。
- ミシシッピ州（英語版）: 1期目を終える共和党のデヴィッド・マクレー（英語版）が再選を目指して出馬する[10]。

### 州農業委員選挙
2023年は以下3州で農業委員選挙が実施される:
- ケンタッキー州（英語版）: 2期目を終える共和党のライアン・クウォレス（英語版）は多選制限のため出馬資格が無い。彼は知事選挙に出馬する[17]。
- ルイジアナ州（英語版）: 4期目を終える共和党のマイケル・G・ストレイン（英語版）が再選を目指して出馬する[18]。
- ミシシッピ州（英語版）: 2期目を終える共和党のアンディ・ギプソン（英語版）が再選を目指して出馬する[19]。

### 州最高裁判所選挙
2023年は以下2州で州最高裁判所選挙が実施される:
- ウィスコンシン州（英語版）: 現職判事のペイシェンス・ロガンサック（英語版）が退任したため2023年4月4日に新判事の選挙が実施され、ジャネット・プロタシェヴィチ（英語版）がダニエル・ケリー（英語版）を破って当選した。
- ペンシルベニア州（英語版）: 2022年9月に現職判事のマックス・ベアー（英語版）が亡くなった。2023年11月7日に新判事の選挙が実施される。

### 州議会選挙
ルイジアナ州議会、ミシシッピ州議会、ニュージャージー州議会、バージニア州議会で両院議員選挙が実施される。ケンタッキー州はオフイヤーに州知事選挙を行うが、州議会選挙は大統領選挙や中間選挙と同年に実施される。

### 住民投票
オクラホマ州、ウィスコンシン州、オハイオ州では住民投票が実施される:
- 3月にオクラホマ州では21歳以上の嗜好目的の大麻を合法化する州法案820号（英語版）の是非を問う特別選挙が実施され、否決された[20]。
- 4月の特別選挙によりウィスコンシン州では3つの改正案がすべて承認された。1つ目は釈放の条件の引き上げであり、「全ての人々は有罪判決を受ける前に（中略）重大な身体的危害から地域社会の構成員を保護するために築かれた合理的な条件下で釈放される資格を有する」という文言から「身体的」という言葉が削除された。2つ目では凶悪犯罪で告発された人々に対して現金保釈を適用する際に判事により広い自由裁量を認めるパラグラフが挿入された。現行の州憲法では現金保釈が認められるのは「出廷を確実にするために必要」と考えられる場合のみであった。改正案は「状況の総合的判断」に基づいて（凶悪犯罪で告発された人々に）現金保釈を課すことを認めるものである。3つ目は「健常で子供のいない成人は税金で賄われる福祉給付を受けるために仕事を探すことを義務づけられるべきか?」というものであった。この住民投票の結果に法的拘束力はなく、ウィスコンシン州の法律では州内の全ての福祉制度に就労要件が既に定められている[21]。
- 8月の特別選挙でオハイオ州の有権者は将来のオハイオ州憲法（英語版）改正において過半数ではなく得票率60%を義務づける法案の是非が問われる[22]。
- 11月にオハイオ州では中絶の権利を州憲法で成文化する法案についての住民投票も実施する[23]。